# Fórmula 750
La Fórmula 750 va ser un campionat de motociclisme de velocitat organitzat per la FIM que es basava en motos de 750 cc de cilindrada. El campionat començà el 1973 com a Prix FIM, inicialment restringit a l'àmbit britànic fins que el 1975 s'estengué a la resta d'Europa. El 1977, la competició assolí el rang de Campionat del Món. La FIM suspengué el campionat després de la temporada de 1979.

## Història
El campionat va començar el 1971 com a col·laboració entre l'AMA i l'ACU. La FIM va adoptar la classe de Fórmula 750 per a les seves curses el 1972.
El 1973, la Fórmula 750 va esdevenir Prix FIM, amb totes les curses celebrades al Regne Unit. El 1975 va augmentar el seu rang a campionat d'Europa i el 1977 va aconseguir l'estatus de campionat mundial. En aquells moments es va considerar que la classe de Fórmula 750 podria arribar a superar la de 500cc als Grans Premis com a "categoria reina". Malgrat tot, el domini absolut d'un únic model de motocicleta (la Yamaha TZ750), així com la nova classe de motocicletes de producció anomenada Superbike, cada cop més popular, van fer que la FIM deixés de convocar-ne el campionat un cop acabada la temporada del 1979.

## Campions de Fórmula 750
| Any  | Pilot          | Fabricant |
| ---- | -------------- | --------- |
| 1973 | Barry Sheene   | Suzuki    |
| 1974 | John Dodds     | Yamaha    |
| 1975 | Jack Findlay   | Yamaha    |
| 1976 | Víctor Palomo  | Yamaha    |
|      |                |           |
| 1977 | Steve Baker    | Yamaha    |
| 1978 | Johnny Cecotto | Yamaha    |
| 1979 | Patrick Pons   | Yamaha    |

1. ↑  Primera edició com a Campionat del Món